# Лікарня Червоного Хреста (Кропивницький)
Лікарня Святої Анни (Комунальне некомерційне підприємство «Міська лікарня № 2 ім. Святої Анни» Кропивницької міської ради) — лікарня у Кропивницькому, відкрита 18 травня 1904 року. Комплекс споруд лікарні є архітектурною пам'яткою та має охоронні номери 21/1-Кв, 21/2-Кв та 21/3-Кв від 30.10.2018.

## Історія
У 1901 році керівництвом міста Єлисаветград було виділено дві десятини землі для будівництва лікарні, яку вирішила спорудити власним коштом меценатка Ганна Дмитрян. Проєкт був розроблений архітектором Яковом Паученком.
Будівельні роботи почалися 9 липня 1902 року, а 18 травня 1904 року лікарню, названу на честь святої Анни та, як вказала меценатка, «споруджену…в пам'ять…дочки Анни Афанасіївни», було освячено та відкрито.
Комплекс будівель складався з головного корпусу, в якому були розташовані: операційна, перев'язна, кімнати лікарів та палати для хворих, амбулаторії, лабораторії; господарських будівель та будинку головного лікаря. Лікарня була оснащена водопроводом, паровим опаленням, каналізаційною системою; мала власну електростанцію.
В архітектурному плані лікарня була зведена у стилі «цегляного» модерну.
Згодом лікарню було передано Товариству Червоного Хреста.
З відновленням Незалежности України заклад перейменовано на Міська лікарня № 2 ім. Святої Анни м. Кропивницького.